# 刑事ガモさんシリーズ
『刑事ガモさんシリーズ』（けいじガモさんシリーズ）は、TBS系列で放映されていた「ザ・サスペンス」のドラマシリーズの一つ。全2作。制作はTBSほか。

## 概要・特色
- たたきあげの中年デカ　“ ガモさん ”　ことベテラン刑事・蒲生剛一（三波伸介）と新米刑事・八重樫俊彦（金田賢一）の凸凹コンビが事件を解決していき活躍するコメディーサスペンスシリーズドラマ。ガモさんの妻・蒲生由美子（風吹ジュン）がレギュラー助演し脇を固める。
- 「上窪署」が舞台である。

## 備考
- 本シリーズの第2弾は、本来、1983年（昭和58年）の元日に放送される予定だったが、1982年（昭和57年）12月8日に、レギュラー主演の三波伸介が解離性大動脈瘤破裂で急逝したため、予定を急遽変更して、三波伸介の追悼番組として逝去3日後の1982年（昭和57年）12月11日にザ・サスペンス枠で急遽放送された。この日は 1983年（昭和58年）2月26日に同じザ・サスペンス枠で本放送された「見知らぬわが子」（主演・小川知子）が放送される予定だった。
- 1982年（昭和57年）7月3日のザ・サスペンス枠で本放送された「女子大生危険な帰り道・刑事ガモさん新登場!」が好評を受け、シリーズ化となり、第1作目で誕生となる。
- 本シリーズは第3作目も作られる予定だったが、前述の通り三波の急逝に伴い、第3作目の制作予定は白紙となり、第2作目で終了となる。なお、本シリーズはVTRで収録された。
- 本シリーズは、ほとんど再放送されたことがなかったが、三波没後30年となった2013年（平成25年）1月にTBSチャンネル2で放送された。
- 同じTBSの2時間ドラマで山城新伍主演のサスペンスシリーズドラマ「刑事ガンさん」シリーズと混同される場合がある。

## レギュラー出演者
- 蒲生剛一（ベテラン刑事）…三波伸介
- 八重樫俊彦（新米刑事）…金田賢一
- 蒲生由美子（剛一の妻）…風吹ジュン

## ゲスト出演者・サブタイトル・放送年月日
| 話数 | 放送日         | サブタイトル           | ゲスト出演者（メイン）                                                                     |
| ---- | -------------- | ---------------------- | ------------------------------------------------------------------------------------------ |
| 1    | 1982年7月3日   | 女子大生危険な帰り道   | 中島はるみ、河内桃子、川島なお美、シュガー、奥野匡、池田善彦、武見潤、本城ゆき             |
| 2    | 1982年12月11日 | さらば愛しきテニス妻よ | 相本久美子、下條アトム、長江健次、にしきのあきら、遠藤真理子、平田昭彦、片桐夕子、田島真吾 |

## スタッフ
- 原作…本岡類(1) - (2)
- 脚本…水谷龍二(1) - (2)
- 監督…清弘誠(1) - (2) ※ ( )の数字は、担当した話数。
- 制作…TBS、ほか

| スタブアイコン | サブスタブ | この項目は、まだ閲覧者の調べものの参照としては役立たない、テレビ番組に関連した書きかけの項目です。この項目を加筆・訂正などしてくださる協力者を求めています（P:テレビ/PJ:放送または配信の番組）。 |